# Tárkányi-medence

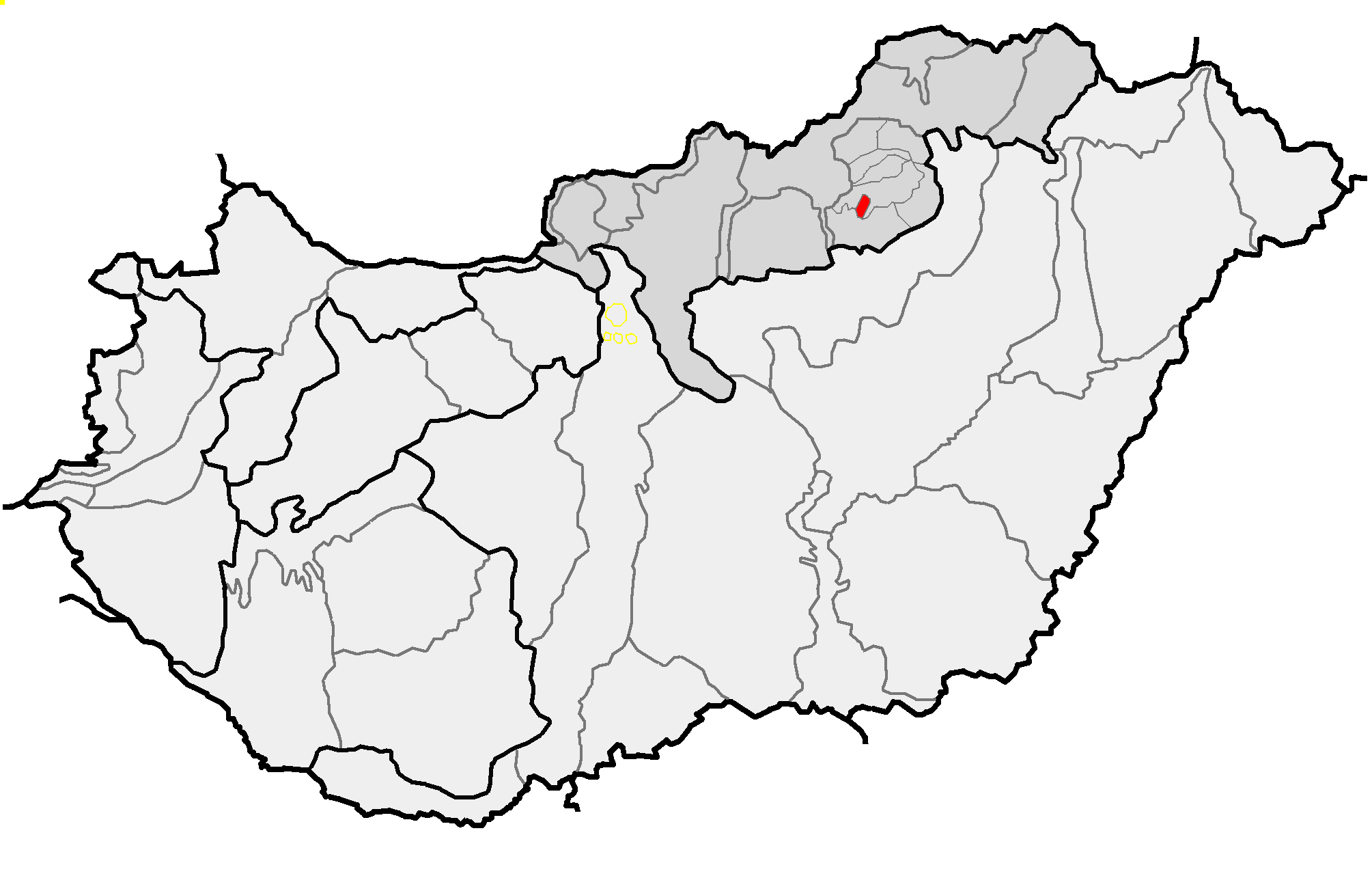
Tárkányi-medence

## Földrajzi fekvés
A Tárkányi-medence a délnyugati Bükkben, Egertől északkeletre. Felsőtárkány közelében, a  Várhegy  és  az  Őrhegy  között, 180-340 méter tengerszint feletti magasságban, az Imókő patak szomszédságában fekszik.

## Vízrajza
A medence legnagyobb vízfolyása a Tárkányi-patak, mely Felnémetnél ömlik bele az Eger-patakba – miután vize áthalad a magmás kőzetekbe vésődött szarvaskői szurdokon –  melynek legnagyobb állandó forrása a felsőtárkányi Szikla-forrás. A Tárkányi-patakot kis hozamú vízfolyások, a Délnyugati-Bükk palaterületén eredő patakok (Berva-, Mész-, Mellér-völgyi-, Peskő-völgyi-, Gyetra-, Vöröskő-völgyi, Lök-völgyi-patak) táplálják vizükkel, melyek kiszáradás, vagy medernyelők miatt az év nagy részében időszakosak.